# William C. Edenborn

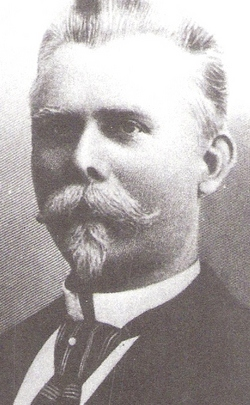
William C. Edenborn (um 1890/1900)

William C. Edenborn (geboren 20. März 1848 in Plettenberg; gestorben 13. Mai 1926 in Shreveport) war ein deutschstämmiger US-amerikanischer Erfinder, Stahlindustrieller und Eisenbahnmagnat. Er patentierte den Entwurf für eine Maschine zur kostengünstigen Herstellung von Stacheldraht. Edenborn gründete die Louisiana Railway and Navigation Company, die zwischen Shreveport und New Orleans verkehrte. Durch eine Reihe von Fusionen und Übernahmen wurde diese Eisenbahngesellschaft zur Louisiana and Arkansas Railroad und schließlich Teil der Kansas City Southern Railway. Zum Zeitpunkt seines Todes im Jahr 1926 galt Edenborn als der reichste Einwohner Louisianas. Die New Orleans Times-Picayune erklärte, Edenborn sei „einer der schillerndsten und bilderreichsten und gleichzeitig einer der am wenigsten bekannten Industriekapitäne Louisianas“.

## Leben und Herkunft
William C. Edenborn wurde als Sohn der Eltern Jacob Edenborn und Antoinette Edenborn (geb. Hessmer) am 20. März 1848 in Plettenberg, Westfalen, Preußen, geboren und besuchte als Kind Privatschulen. Seine Eltern starben beide, als er zwölf Jahre alt war. Nach dem Tod seiner Eltern waren seine Schwester Lena und er ohne finanzielle Mittel geblieben und lebten daher bei der Familie Keyser, die mit den Edenborns verwandt war.
Aufgrund seiner begrenzten finanziellen Mittel erhielt Edenborn eine Lehrstelle in einer Stahldrahtfabrik in Plettenberg, wo er das Metallhandwerk und die Drahtproduktion kennenlernte.
Um 1866 oder 1867 wanderte er von Altena mit seinem Cousin Herman Keyser, mit dem er sich angefreundet hatte, über New York in die Vereinigten Staaten aus und lebte zunächst in Pittsburgh. In den Vereinigten Staaten setzte er seine Tätigkeit in der Drahtherstellung fort und fand Arbeit als Mechaniker in einer Drahtfabrik in Frankstown (Pennsylvania).
Während der Expansion der Vereinigten Staaten nach dem Bürgerkrieg gab es eine große Nachfrage nach Stahldraht und verschiedenen anderen Drahtprodukten. 1869 zog er nach St. Louis und arbeitete dort mit dem örtlichen Geschäftsmann F. M. Ludlow an der Planung und dem Bau eines Drahtwerks. Er führte diese Arbeit zum Teil auf Terminbasis aus, was den Beginn seines Eigentums an Drahtproduktionsunternehmen darstellte. Bis 1874 arbeitete er weiter für Ludlow als Produktionsleiter. Zu dieser Zeit übernahm er Vertriebsaufgaben in einem anderen Unternehmen von Ludlow, der Ludlow-Saylor Wire Company.
Seine betriebliche Ausbildung ergänzte er durch einen Wirtschaftskurs am Jones's Commercial College in St. Louis. 1875 ließ er sich von Ludlows Unternehmen beurlauben und ging nach Europa, um seine Kenntnisse in der modernen Drahttechnologie aufzufrischen.

### Heirat und spätere Jahre
Im Jahr 1876 heiratete Edenborn Sarah Drain aus St. Louis. Sie bekamen zwei Kinder, von denen sie eines adoptierten. Beide Kinder starben in jungen Jahren, eines durch einen Reitunfall und das andere an Diphtherie. Seine Frau Sarah diente Edenborn auch als geschäftliche Vertraute für den Rest seines Lebens und begleitete ihn auch oft auf seinen häufigen Geschäftsreisen.
Nach ihrer Übersiedlung nach Louisiana, als er bereits ein beträchtliches Vermögen erworben hatte, unterhielten er und seine Frau zwei Häuser. Das eine befand sich in New Orleans, das andere war eine Plantage in der Nähe von Atlanta in Louisiana, die er nach dem deutschen Fluss Ems Emden benannte.
Während seiner Zeit in New Orleans lebten er und seine Frau trotz ihres Reichtums bescheiden. Seine Geschäfte brachten ihm ein Gehalt von 200 Dollar pro Jahr ein. Die Wohnung des Paares in New Orleans war ein bescheidenes Haus in der 8018 Hampson Street im Carrollton-Viertel in New Orleans.
Im Laufe seines Lebens und seiner Karriere baute er ein umfangreiches Netzwerk von Freunden und Bekannten auf. Er freundete sich auch mit dem Sänger Leadbelley Ledbetter an, den er häufig besuchte, während Ledbetter im Angola State Penitentiary inhaftiert war. Er galt als großzügiger Philanthrop, obwohl der genaue Umfang seiner Philanthropie nicht bekannt ist, da seine Spenden im Allgemeinen anonym erfolgten. Während seiner gesamten beruflichen Laufbahn war er Mitglied der Demokratischen Partei.
1918, während der Beteiligung der Vereinigten Staaten am Ersten Weltkrieg, wurde er von den Bundesbehörden beschuldigt, gegen den Sedition Act of 1918 verstoßen zu haben, weil er öffentlich erklärt hatte, dass Deutschland keine Bedrohung für die USA darstelle. Er wurde festgenommen und kurzzeitig inhaftiert, jedoch ohne dass eine Anklage erhoben wurde.
Die letzten Jahre seines Lebens verbrachte er in seinem Haus auf der Emden Plantation. Er starb 1926 an einer Gefäßerkrankung und wurde auf dem Forest Park Cemetery in Shreveport beigesetzt. Sein Nachlass war viele Jahre lang umstritten. Seit 2017 gibt es die Emden Plantation nicht mehr.

### Nachlassverfügung
Er starb 1926 ohne ein Testament und hinterließ keine überlebenden Kinder oder Zwangserben. Folglich erbte seine Witwe Sarah sein gesamtes Vermögen, das damals auf mehr als 12 Millionen Dollar geschätzt wurde. Er hatte zwar 1908 ein Testament verfasst, in dem Paul Hessmer und andere als Vermächtnisnehmer benannt waren, jedoch unterzeichnete er 1919 ein weiteres Dokument, in dem er das Testament von 1908 widerrief. Jahre nachdem Sarah in den Besitz des gesamten Nachlasses gelangt war, leiteten Hessmer und die anderen Vermächtnisnehmer des Testaments von 1908 einen Rechtsstreit ein, in dem sie behaupteten, dass der Widerruf von 1919 ungültig sei und beantragten die Zulassung des Testaments von 1908 zum Erbgang. In einer Entscheidung aus dem Jahr 1941 stellte der Oberste Gerichtshof von Louisiana fest, dass der Widerruf von 1919 gültig war und bestätigte damit Sarah Edenborns Erbfolge für den gesamten Nachlass.

## Karriere

### Draht- und Kabelindustrie
Nach seiner Rückkehr aus dem Europa-Urlaub gründete er 1877 zusammen mit seinem Geschäftspartner O. P. Saylor die St. Louis Wire Mill Company, indem er die von F. M. Ludlow errichtete Produktionsstätte pachtete. In der Folgezeit hatte er eine Reihe von Geschäftsinteressen und technischen Erfindungen im Zusammenhang mit der Drahtherstellung und der Ausweitung ihrer Märkte. Dazu gehörte auch die Übernahme kleinerer Stacheldrahthersteller, die es ihm ermöglichte, die Branche zu konsolidieren. Er führte sein Drahtgeschäft mit verschiedenen Geschäftspartnern. Vor allem mit John Warne Gates (1855–1911) gründete er die Consolidated Steel and Wire Company.
Durch seine Erfindungen konnten die Produktionskosten für Stacheldraht erheblich gesenkt werden, so dass sein Drahtunternehmen etwa 75 % des Marktes kontrollieren konnte. Neben den geringeren Kosten führte sein Verfahren zur Herstellung von Stacheldraht zu einer humaneren Arbeitsweise die auch den Nutztieren weniger schadete.
Üblicherweise lauteten Edenborns patentierte Erfindungen alle auf seinen eigenen Namen, ohne dass eine direkte Zuordnung zu seinen Unternehmensbeteiligungen erfolgte. Er vergab lizenzfreie Lizenzen an die Unternehmen, die er besaß und lizenzierte seine Erfindungen in anderen Teilen der Welt gegen eine beträchtliche Lizenzgebühr.

#### Neue Märkte und Möglichkeiten
In der zweiten Hälfte des 19. Jahrhunderts expandierte der Markt für Telegrafen- und Telefondrähte erheblich und Edenborns Unternehmen nutzten diese Gelegenheit. Er gründete eine Reihe neuer Drahtunternehmen, um die Wachstumschancen zu nutzen und von seinen Erfindungen zu profitieren. Zu seinen neuen Unternehmen gehörten die Harrison Wire Company, die Missouri Barbed Fence Company und die Western Union Barbed Wire Fence Company. Außerdem erwarb er die Harrison Wire Company in St. Louis.
In der Folge fusionierte die Consolidated Steel and Wire Company unter seiner Leitung mit sechs anderen Unternehmen der Drahtindustrie zur American Steel and Wire Company. Dieses Unternehmen wurde 1898 nach dem Recht des Staates Illinois gegründet und wurde umgangssprachlich als Wire Trust bekannt. Edenborn und Gates blieben Hauptaktionäre des neuen Unternehmens. Das Unternehmen war zu dieser Zeit der weltweit größte Hersteller von Stacheldraht und Stahldrahtprodukten.
Als Eigentümer und Manager der American Steel and Wire Co. ergriff er Maßnahmen, um die Beziehungen zwischen Arbeitgebern und Arbeitnehmern zum gegenseitigen Vorteil zu gestalten. Dazu gehörte die Gründung der Employees' Benefit and Insurance Association, die seinen Mitarbeitern auf Kosten des Unternehmens eine Versicherung und eine Rente bot.
Im Jahr 1901 verkaufte er seine Anteile an den Drahtunternehmen für 100 Millionen Dollar an J.P. Morgan und gehörte damit zu den reichsten Menschen in den Vereinigten Staaten. Diese Unternehmen wurden dann Teil der US Steel Corporation. Infolge des Erwerbs seiner Unternehmen war er bis zu seinem Rücktritt im Jahr 1909 Mitglied des Board of Directors und des Exekutivkomitees der US Steel Corporation.
Während seiner Zeit bei der American Steel and Wire Company soll er gesagt haben:

„Nachdem ich angefangen hatte, ging es mit Riesenschritten voran. Alles, was ich anfasste, brachte mir Geld ein.“

### Eisenbahnen und Landerwerb

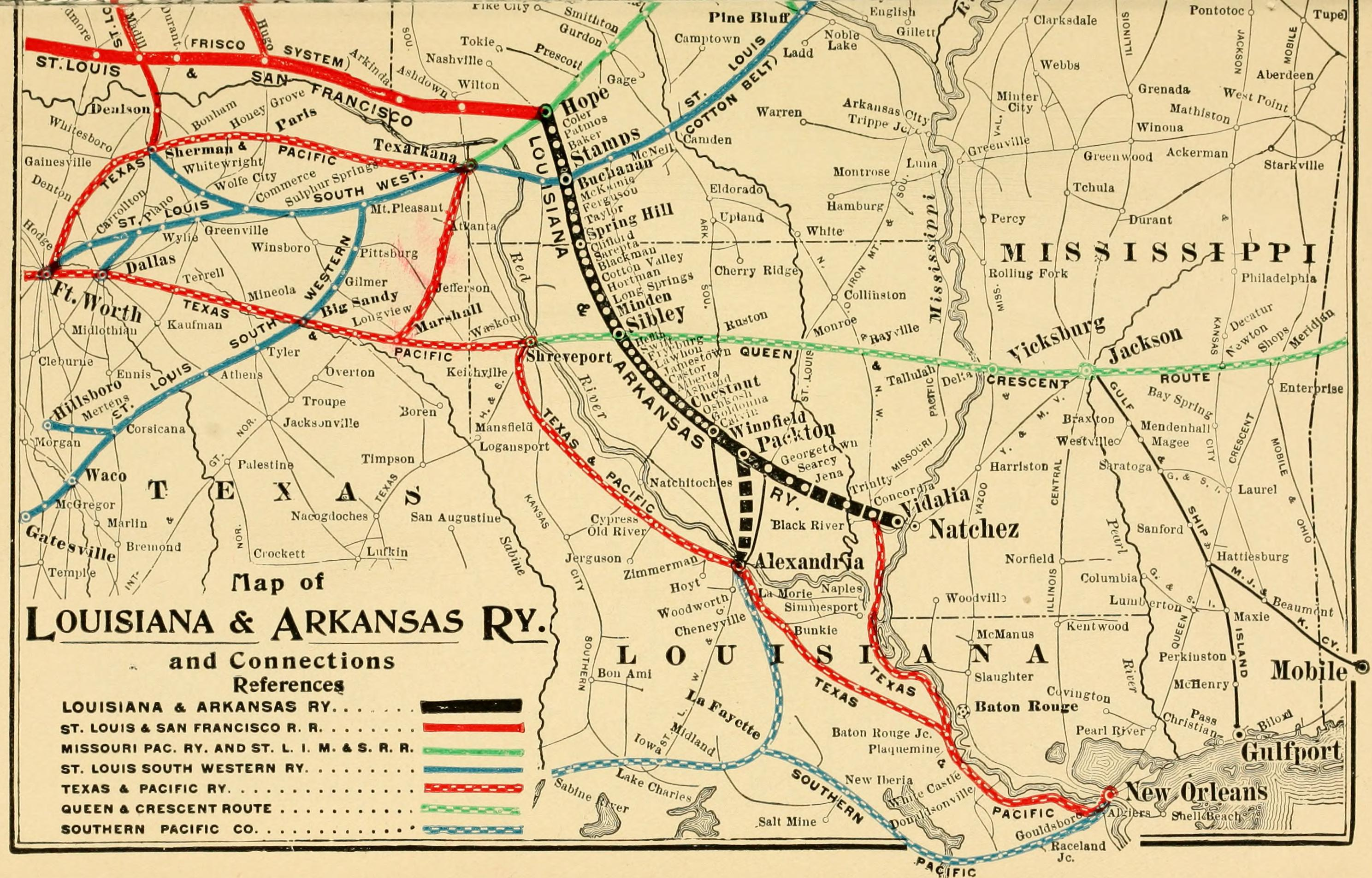
Streckennetz der Louisiana und Arkansas Eisenbahn im Jahr 1904

Gegen Ende des 19. Jahrhunderts, als seine Geschäftsinteressen im Bereich Draht und Kabel zurückgingen, verfolgte er verschiedene Geschäftsinteressen, darunter Baumwolle, Forstprodukte und Eisenbahnen. Er und seine Frau besuchten Shreveport in Louisiana, wo er feststellte, dass die Baumwoll- und Forstwirtschaft der Stadt durch die Eisenbahn unterversorgt war. Aus diesem Grund begann er, in Land und Eisenbahnen in Louisiana zu investieren. Innerhalb kurzer Zeit erwarb er mehr als eine Million Hektar Land in Louisiana. Er gründete die Shreveport and Red River Valley Navigation Railroad Company.
1898 gründete er die Louisiana Central Construction Company für den Bau seiner Eisenbahnen, die im selben Jahr einen gemischten Güter- und Personenverkehr aufnahm. Eine seiner Baupraktiken bestand darin, sehr niedrige Steigungen für die Strecken der Eisenbahn zu wählen, um die Baukosten auf ein Minimum zu beschränken. Zeitweise erwarb er gebrauchte Schienenfahrzeuge und Lokomotiven, um die Kosten zu minimieren. Er baute auch Zweigstellen der Eisenbahn, wie z. B. die Colfax and Northern Railway, um die örtliche Holzindustrie besser bedienen zu können.
Ursprünglich hatte seine Eisenbahn keine Konkurrenz, obwohl schon bald die Louisiana and North West Railroad, die Arkansas Southern Railroad und die Louisiana and Arkansas Railroad ihren Betrieb aufnahmen. Die Konkurrenz veranlasste ihn, seinen Dienst schließlich bis nach New Orleans auszudehnen. Schon früh nutzte er für die Verlängerung nach New Orleans eine Kombination aus Eisenbahn- und Dampfschiffsverkehr, was es seiner Eisenbahn ermöglichte den lukrativen Baumwollhandel in dieser Region zu bedienen.
Etwa zur gleichen Zeit investierten er und John Warne Gates in eine andere regionale Eisenbahngesellschaft, die Kansas City, Pittsburgh and Gulf Railroad, die einen Korridor bei Shreveport bediente. Er und Gates reorganisierten die Bahngesellschaft und machten sie als Kansas City Southern Railway Company bekannt. Von 1900 bis 1902 war er Mitglied des Vorstands der Eisenbahngesellschaft. Schließlich wurde er Vorstandsvorsitzender der Kansas City Southern Railroad.
Im Jahr 1903 gründete er die Louisiana Railway and Navigation Company. Diese neue Gesellschaft führte den Betrieb seines Louisiana-Eisenbahnnetzes bis nach New Orleans fort. Der Verkehr nach New Orleans wurde 1906 aufgenommen. Seine Eisenbahnen nahmen im folgenden Jahr den Personenverkehr nach New Orleans auf.

#### Öffentliche Finanzierung und Politik
Als er seine Eisenbahn ausbauen wollte, bemühte er sich häufig um öffentliche Mittel, um die Baukosten zu decken. Huey Long war zu dieser Zeit ein aufstrebender Lokalpolitiker, der aus einer einflussreichen politischen Familie stammte. Long und seine politische Familie widersetzten sich seinem Bestreben, öffentliche Gelder zu erhalten, was zu einer politischen Fehde zwischen ihm und Long führte. Diese Fehde hielt für den Rest von Edenborns Karriere an.

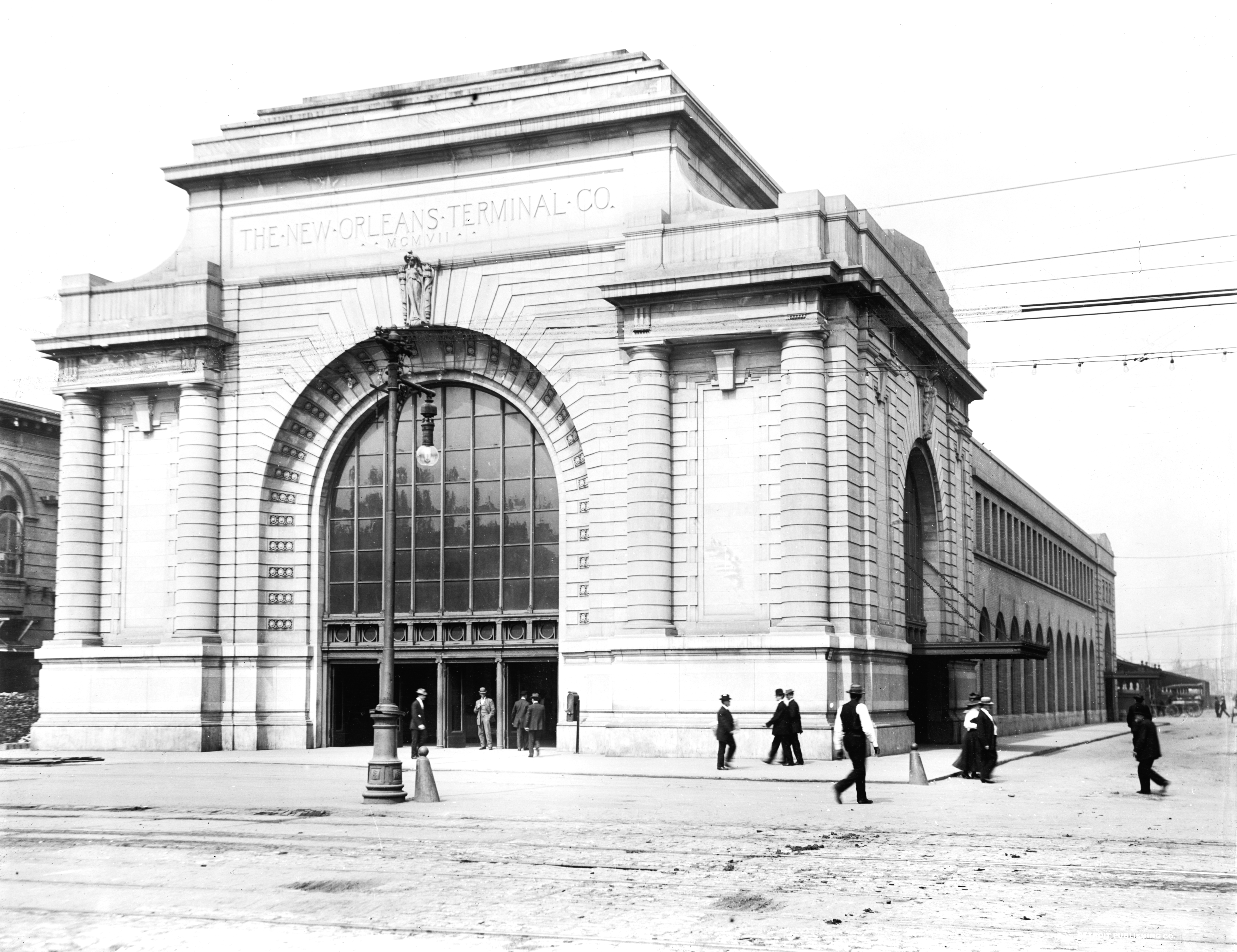
Endbahnhof in der Canal Street in New Orleans, genutzt von der Louisiana Railway and Navigation Co.

Edenborn hatte seine Louisiana-Eisenbahnen von seinem Haus in New York City aus geleitet. Er zog nach New Orleans um, zeitgleich mit der Aufnahme des Eisenbahnbetriebs in die Stadt. Zu diesem Zeitpunkt war seine Eisenbahnlinie etwa 306 Meilen lang und verfügte über eine Fährverbindung zur Überquerung des Mississippi, um in die Stadt New Orleans zu gelangen. Die Eisenbahn beförderte verschiedene Arten von Gütern, insbesondere Holz, Baumwolle, Zucker und Öl. Zeitweise verpachtete er Gleisrechte an andere Eisenbahnen. Die Bahngesellschaft bezeichnete sich selbst als „Short Line Through Louisiana“.
Während er weiterhin Geld für den Ausbau der Eisenbahn, den Kauf von Schienenfahrzeugen und einen geeigneten Fährdienst ausgab, ging er bei der Instandhaltung der Gleise Kompromisse ein. Im Jahr 1918 wurde Huey Long Mitglied der Louisiana Railroad Commission. In dieser Position übte Long Druck auf ihn aus, für eine angemessene Instandhaltung der Eisenbahn zu sorgen. Aus den Finanzunterlagen geht hervor, dass die Eisenbahn eine niedrige Kapitalrendite erwirtschaftete, obwohl sie den Cashflow-Bedarf von Edenborn zu decken schien. Longs Druck auf Edenborn ließ nach, als Long Gouverneur von Louisiana wurde.
Edenborn baute die Eisenbahnlinie weiter aus. Im Jahr 1923 erwarb dessen Louisiana Railway & Navigation Co. eine Strecke nach Dallas für 700.000 Dollar in bar. In der Folgezeit änderte die Bahngesellschaft mehrmals ihren Namen, von Louisiana Arkansas & Texas Railroad zu Louisiana & Arkansas Railroad.
Nach seinem Tod wurde seine Frau Sarah Edenborn Chief Executive Officer der Bahngesellschaft. Sie war die erste Frau, die eine solche Position bei einer Eisenbahn in den Vereinigten Staaten innehatte.
Sarah Edenborn verkaufte die Eisenbahn an den Eisenbahnmanager Harvey Couch (1877–1941) in einer Transaktion, die kurz vor dem Börsencrash von 1929 abgeschlossen wurde.

### Experimentelle Landwirtschaft
Edenborn nutzte seine Emden Plantage und das umliegende Land als landwirtschaftliche Versuchsstation. U. a. experimentierte er mit einer verbesserten Erdnussproduktion, wobei er sich von George Washington Carver beraten ließ. Auf der Emden Plantation erfand Edenborn einen Apparat zur verbesserten Destillation von Kiefernöl für die Terpentinherstellung, für den er ein Patent der Vereinigten Staaten erhielt. Er beschäftigte sich mit der Seidenraupenzucht, der Verbesserung der Baumwollernte und dem Schädlingsschutz von Baumwollpflanzen. An der Wiederaufforstung in der nahe gelegenen Gemeinde Winnfield war er ebenfalls beteiligt.

## Würdigungen

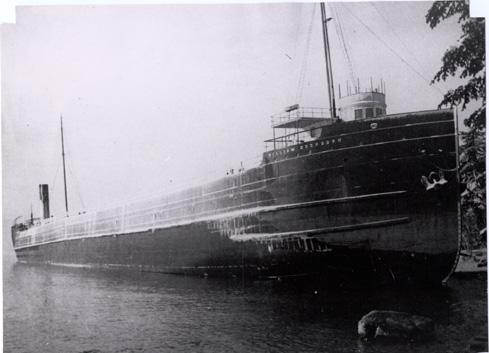
Die nach dem Mataafa-Sturm von 1905 auf Grund gelaufene SS William Edenborn

- Ein Große-Seen-Fracht-Schiff, die SS William Edenborn, wurde nach Edenborn benannt. Das Schiff lief am 28. November 1905, fünf Jahre nach seinem Stapellauf, in einem Sturm auf Grund. Das Schiff wurde schwer beschädigt, konnte aber wieder in Betrieb genommen werden und fuhr bis zu seiner Stilllegung im Jahr 1962. Ein weiteres Frachtschiff auf den Großen Seen wurde nach seiner Frau benannt, die SS Sarah Edenborn.[12]
- In Metairie (Louisiana) ist die Edenborn Avenue nach ihm benannt, ebenso wie das Edenborn Post Office in Gonzales (Louisiana).[4]
- Edenborn nannte ein Eisenbahndepot in Avoyelles Parish (Louisiana), Hessmer, nach dem Nachnamen seiner Mutter bei der Geburt. Um dieses Depot herum wurde schließlich ein Dorf gebaut, das als Hessmer (Louisiana), bekannt wurde.[4]

## Patente in den Vereinigten Staaten
- William C. Edenborn und Gustav Griesche, Stacheldraht-Maschine. US 270,646, United States Patent and Trademark Office, 16. Januar 1863.
- William Edenborn, Maschine zum Aufwickeln von Draht. US 480,565A, United States Patent and Trademark Office, 9. August 1892.
- William Edenborn, Drahtzaun-Maschine. US 653,889, United States Patent and Trademark Office, 10. Juli 1900.
- William Edenborn, Vorrichtung zur Extraktion von Harzen und verwandten Produkten. US 1,351,629, United States Patent and Trademark Office, 31. August 1920.